# ANSIA
ANSIA（アンシア）は、日本のヴィジュアル系ロックバンド。

## 概要
2012年11月前身のバンドaunciaのメンバーが中心となりANSIAとしての始動を公表、2013年2月より本格始動した。バンドコンセプトは「ラフスタイルロック」。荒っぽいという意味の『Rough』と笑顔を意味する『Laugh』とを掛けていた。音楽プロデューサーは斎藤悠弥、HΛL、LOUDNESSの山下昌良等。活動の範囲はファッションブランドメーカーのモデル、俳優、海外のイベント出演、ワンマン公演など。第2回東京ボーイズコレクションでは赤坂BLITZのゲストバンドとしても出演した。ファンの総称を「絆家」と呼ぶ。2015年11月末をもって活動終了。

## メンバー
- 西川樹（にしかわたつき） - ボーカル。6月30日、大阪府生まれ、B型。
- 立石恁（たていしじん） - ギター。7月22日、長崎県生まれ、A型。
- 浅倉秋（あさくらあき - ベース。12月15日、千葉県生まれ、O型。
- 深町晃（ふかまちひかり） - ドラム。4月19日、群馬県生まれ、AB型。

## ディスコグラフィ

### シングル
| 発売日         | タイトル      |
| -------------- | ------------- |
| 2013年5月22日  | 恋花-koibana- |
| 2013年10月30日 | 七色HEARTS    |

### アルバム
| 発売日        | タイトル |
| ------------- | -------- |
| 2014年12月3日 | clips    |
| 2015年3月4日  | Steady   |

### DVD
| 発売日         | タイトル                   |
| -------------- | -------------------------- |
| 2013年10月30日 | 七色HAERTS                 |
| 2013年11月27日 | ランナウェイゲーム逃走遊戯 |
| 2014年4月20日  | 12星座とラブる             |
| 2014年11月19日 | 花かんざし～下町人情物語～ |
| 2015年3月4日   | Steady                     |

## 映画
| 収録作品                                              |
| ----------------------------------------------------- |
| 「花かんざし～下町人情物語～」 - メンバー本人役で出演 |
| 「ゆめはるか」 - バンドマン役で深町晃が出演           |

### ドラマ
- 「12星座とラブる!」 - メンバーそれぞれ第1話～第4話まで単独出演

## タイアップ
| 曲名          | タイアップ                                         | 収録作品                  |
| ------------- | -------------------------------------------------- | ------------------------- |
| 恋花-koibana- | テレビ東京系『音流～On Ryu～』エンディングテーマ   | シングル「恋花-koibana-」 |
| 七色HAERTS    | 東京MXテレビドラマ『12星座とラブる！』主題歌       | シングル「七色HAERTS」    |
| DAMAGE        | 映画「ランナウェイゲーム逃走遊戯」主題歌           | シングル「七色HAERTS」    |
| 想望着信      | 藤江れいな主演映画「怪し恋歌～一陣の風に～」主題歌 | シングル「七色HAERTS」    |
| MIXTURE       | 映画「花かんざし～下町人情物語～」挿入歌           | シングル「恋花-koibana-」 |
| lien..        | DAMチャンネル                                      | アルバム「clips 」        |
| Steady        | DAMチャンネル                                      | アルバム「Steady」        |

## その他
- 結成から1年以内に行った日本国内におけるワンマンライブは11公演。